# ドウダンツツジ
ドウダンツツジ（満天星、灯台躑躅、学名: Enkianthus perulatus）は、ツツジ科ドウダンツツジ属の落葉低木。庭木や公園樹にされる。

## 名称
和名ドウダンツツジは、「トウダイツツジ（灯台躑躅）」が転訛したものである。このトウダイ（灯台）は鼎のような三本脚で油皿を支える結び灯台を意味し、壺状の花が下垂する様子を喩えたとも、枝分かれしている様子をその脚部に喩えたともされる。略して「ドウダン」と言われるほか、フデノキの別名がある。
漢字表記は「満天星」である。これは花を満天に喩えたものであり、和製の表記であるとされる。一方、漢名「満天星」は、近世において『群芳譜』にキクの品種の名として見える。現代中国では、カスミソウ（糸石竹）の別称とされる。また、「満天星」は中国医学ではミズゴケを指す。日本では、「満天星」という漢名はハクチョウゲにも充てられる。
本種の中国名は白花吊鐘花、または臺灣吊鐘花。

## 形態
落葉広葉樹。低木で、高さ1–3 m （メートル）。株立ちして枝を出し、若木の樹皮は灰褐色をしていて、成木になると表面が不規則にはがれてまだら模様になる。本種を含むドウダンツツジ類は、枝先に5–7枚前後の葉が集まってつくことが多い。短枝には葉が束生し、長枝では互生する。
葉は、菱形に近い卵形で先がやや尖り、最大幅は先端寄りにある。大きさは通常約2–4 cm（センチメートル）、大きなものは、約5 cm になる。葉柄長は3–12 mm（ミリメートル）葉身には少し毛がある。葉の背軸面には、基部の主脈沿いに軟毛が生え、その量には変異が見られる。葉が幅広いものは品種ヒロハドウダンツツジ f. japonicus として区別される。これは植栽個体にはなく自生品に見られるが、中間形も多い。
花期は、葉が出てから約1週間後（4月上旬から5月中旬頃、地方によって違う）。花序は散形花序である。花がつく枝は上を向いていて、1か所から数本花が出て下向きに咲く。花は、白い壺形花冠。5ミリメートル (mm) ほどの大きさ。
冬芽は黄褐色から赤褐色で、長枝と短枝の先につく頂芽は卵形。頂芽の最も外側にある芽鱗は、頂芽の長さの半分以下になるのも特徴である。葉痕は三角形で、稜が下に伸びている。

### 近縁種との区別
本種を含むドウダンツツジ属は、枝が直線的で規則正しく分枝し、枝先に葉が集まってつくことや、葉が鋸歯縁で最大幅が先端寄りであること、赤色から橙色の紅葉を示すこと、壺形花冠から鐘形花冠であることなどが共通する。本種は壺形花冠で、散形花序であるのが特徴的で、果実が上向きにつくことが明瞭な識別点である。
アブラツツジ E. subsessilis は本種によく似て、花も白色の壺形であるが、総状花序であり、葉柄や背軸面には褐色の縮れた毛が生える。
ベニドウダン E. cernuus f. rubens およびシロドウダン E. cernuus f. cernuus は本種に比べ、鋸歯が顕著で葉柄が短めであることで区別できる。また花は鐘形で、ベニドウダンは花色が赤色である。
また、サラサドウダン E. campanulatus は本種より葉が明らかに大きく、鐘形花冠の先端が淡紅色である。カイナンサラサドウダン E. sikokianus はそれに似るが、葉の最大幅が中央寄りで、花序は長くなる。

## 分布と生態

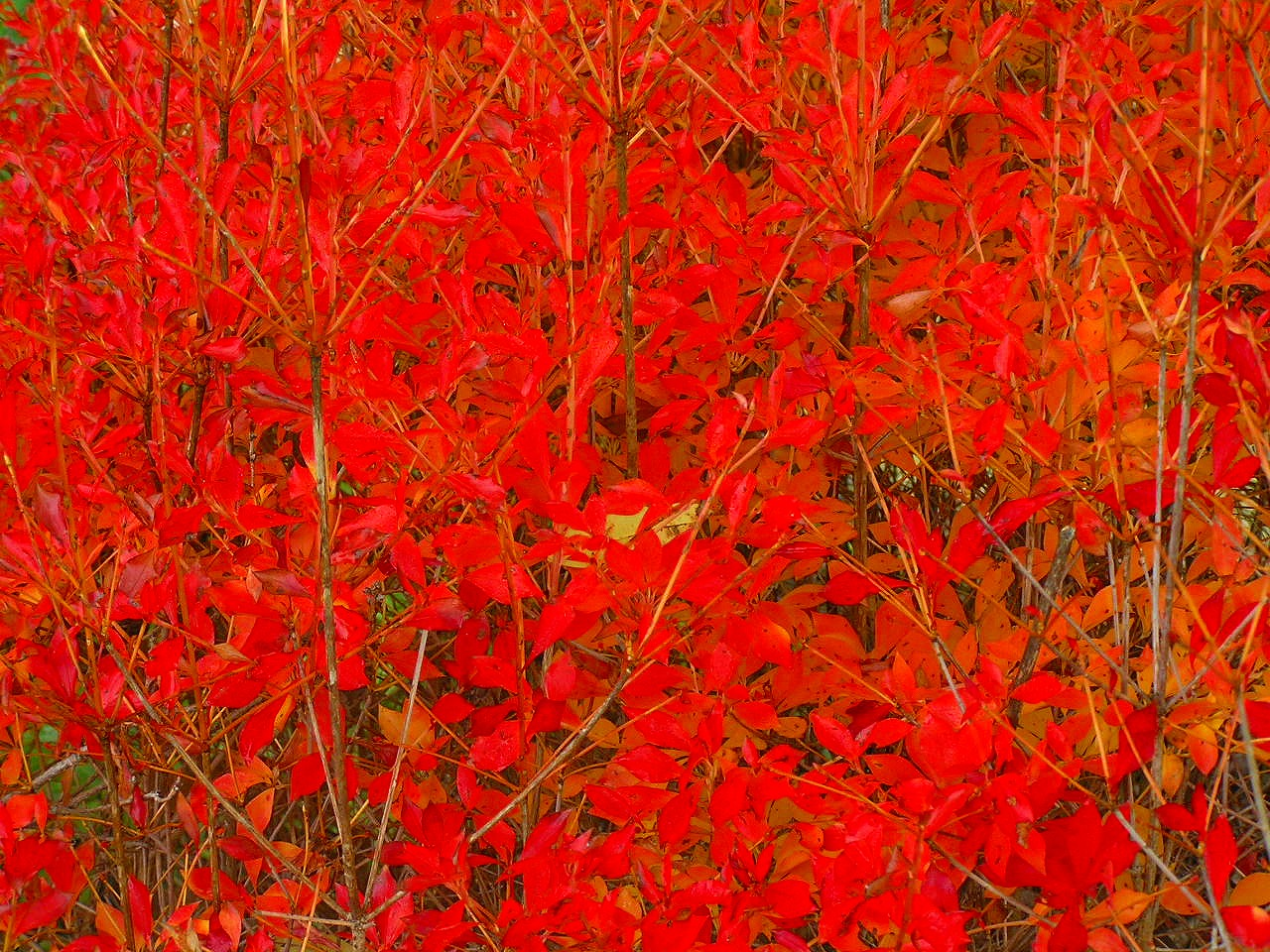
ドウダンツツジの紅葉

日本の本州（関東地方・伊豆半島以西）、四国、九州の低地に分布する。本州では東端は千葉県であり、東海地方から九州にかけて、暖温帯に局地的にみられる。
温暖な岩山に生えるが、自生地は少なく、野生の個体は稀である。自生するものは、蛇紋岩など超塩基性岩質のところに多い。
紅葉は寒冷な地で10月中旬から11月上旬頃、温暖な地で11月中旬から12月中旬頃であり、ツツジ科の中でもひときわ美しく鮮やかな赤色に紅葉する。日当たりが悪いところでは、橙色から黄色に色づき、グラデーションになる。

## 人間との関わり

### 利用
観賞用に栽培される。かなり強く剪定してもよく耐え、樹形を自由に調整できるため古くから生垣用の植物として好まれ庭に植えられてきた。また庭園、公園、ビル街の植え込みなどに植えられることも多い。庭や公園の植え込みとしてはごく普通に植えられ、属内では低地の都市部で最もよく植栽される。寒冷地でも耐えるが、関東以西の温暖な地に多く植えられる。
木本であるが樹高が低く場所を取らないため近年でも庭木としての人気が高く現在では近縁種のサラサドウダンなどとともに街の花店やホームセンターの園芸コーナーなどでも複数の品種が流通し容易く苗を入手できる。

### 迷信
本種は古来より有毒であると言われ続けてきた。これは比較的近年まで続いていたことであり1980年代以前の植物図鑑などには本種を有毒とする表示のある物も多数存在した。しかし、実際の中毒事例は人は元より家畜やペットなどの動物を含めても全く報告事例が無く、さらに分子科学的解析が行われても該当するような物質が全く見当たらず現在では単なる迷信であり本種は無毒であると結論付けられている。しかしツツジ科の植物には実際に有毒な植物も多く存在する。

### 文化
1991年2月に発見された小惑星6786には本種にちなみ「満天星（ドウダンツツジ）」の名が与えられている。